# Scopula propinquaria
Scopula propinquaria är en fjärilsart som beskrevs av John Henry Leech 1897. Scopula propinquaria ingår i släktet Scopula och familjen mätare. Inga underarter finns listade.